# Martin Bulíř
Martin Bulíř, född 8 april 1969, är en tjeckiska bågskytt. Han deltog vid olympiska sommarspelen 2008.